# خوسيه كولادو
خوسيه كولادو (بالإسبانية: José Collado) هو لاعب كرة قدم إسباني، ولد في 24 مارس 1990 في Vecindario ‏ في إسبانيا. لعب مع أتلتيكو مدريد ب ورايو فايكانو ب وسبورتينغ براغا ونادي أوسبيتاليت ونادي غوادالاخارا ونادي لاس بالماس.

## وصلات خارجية
- خوسيه كولادو على موقع قاعدة بيانات كرة القدم.إي يو (الإنجليزية)
- خوسيه كولادو على موقع Soccerway.com (الإنجليزية)